# Caleb McLaughlin
Pour les articles homonymes, voir McLaughlin.
Caleb McLaughlin, né le 13 octobre 2001 à Carmel (New York, États-Unis), est un acteur américain. Il commence sa carrière sur les planches de Broadway où il interprète le jeune Simba dans la comédie musicale Le Roi lion. Il est connu pour son interprétation de Lucas Sinclair dans Stranger Things.

## Biographie

### Jeunesse
Caleb McLaughlin, de son vrai nom Caleb Reginald McLaughlin, est né le 13 octobre 2001 à Carmel, New York. Il fréquente l'école primaire Kent puis la George Fischer Middle School pendant un an. À cinq ans, McLaughlin déménage à New York avec ses parents et ses deux sœurs Caithlyn et Sherine. Il étudie la danse pendant un an à la Happy Feet Dance School de Carmel, NY, puis à la Harlem School of the Arts sous la direction d'Aubrey Lynch, ancien producteur du "Le Roi lion (comédie musicale)".

### Acteur
Caleb commence sa carrière avec quelques figurations dans New York, unité spéciale ou Unforgettable. Il se fait connaître du grand public en 2016 à la sortie de la saison 1 de Stranger Things où il incarne Lucas Sinclair, frère d’Erica Sinclair. Il apparaît également dans les saisons 2 , 3 & 4 de la série.  
Avec Finn Wolfhard, il présente le 25 septembre 2021 la deuxième heure de « TUDUM: A Netflix Global Fan Event », un évènement présenté par Netflix,.

## Filmographie

### Cinéma

#### Longs métrages
- 2018 : High Flying Bird de Steven Soderbergh : Darius
- 2021 : Concrete Cowboy de Ricky Staub : Coltrane « Cole » Edward
- 2024 : The Book of Clarence de Jeymes Samuel
- 2024 : The Deliverance de Lee Daniels : Nathaniel "Nate" Jackson

#### Court métrage
- 2012 : Noah Dreams of Origami Fortunes : Noah[3]

### Télévision

#### Séries télévisées
- 2013 : New York, unité spéciale (Law and Order : Special Victims Unit) : Sam
- 2013 : Unforgettable : Un garçon
- 2013 : Forever : Alejandro
- 2015 : What Would You Do ? : Caleb
- 2016 : Shades of Blue : Jay-Jay
- 2016 : Blue Bloods : Tone Lane
- Depuis 2016 : Stranger Things : Lucas Sinclair
- 2017 : The New Edition Story : Ricky Bel

### Clip Vidéo
- 2017 : Jimmy Fallon's Golden Globes 2017 Opening de Jimmy Fallon
- 2017 : Santa's Coming for Us de Sia

## Théâtre
- 2012–2014 : Le Roi lion, Minskoff Theatre, Broadway[4],[5] : le jeune Simba

## Distinctions
| Année | Évènement                  | Catégorie                                                  | Œuvre           | Résultat   | Réf.  |
| ----- | -------------------------- | ---------------------------------------------------------- | --------------- | ---------- | ----- |
| 2017  | Screen Actors Guild Awards | Meilleure distribution pour une série télévisée dramatique | Stranger Things | Lauréat    | [ 6 ] |
| 2017  | BET Awards                 | YoungStars Award                                           | Stranger Things | Nomination | [ 7 ] |